# فتحي العبيدي
فتحي العبيدي مدرب كرة قدم تونسي يتولى حاليا تدريب نادي الدرجة الأولى الأهلي البحريني من 2016.